# Sankt Jakob in Defereggen
Sankt Jakob in Defereggen is een gemeente in de Oostenrijkse deelstaat Tirol, en maakt deel uit van het district Lienz.
Sankt Jakob in Defereggen telt 980 inwoners.
Abfaltersbach ·
Ainet ·
Amlach ·
Anras ·
Assling ·
Außervillgraten ·
Dölsach ·
Gaimberg ·
Heinfels ·
Hopfgarten in Defereggen ·
Innervillgraten ·
Iselsberg-Stronach ·
Kals am Großglockner ·
Kartitsch ·
Lavant ·
Leisach ·
Lienz ·
Matrei i. O. ·
Nikolsdorf ·
Nußdorf-Debant ·
Oberlienz ·
Obertilliach ·
Prägraten am Großvenediger ·
Sankt Jakob in Defereggen ·
Sankt Johann im Walde ·
Sankt Veit in Defereggen ·
Schlaiten ·
Sillian ·
Strassen ·
Thurn ·
Tristach ·
Untertilliach ·
Virgen
- Gemeinsame Normdatei: 4051604-0
- Library of Congress Control Number: n91016744
- Nationale Bibliotheek van Israël: 987007567677505171
- Virtual International Authority File: 136987757